# Fredrika av Glücksburg
Fredrika av Glücksburg, född 1811, död 1902, var regent i hertigdömet Anhalt-Bernburg 1855-1863 under sin makes sjukdom. 
Hon var dotter till Wilhelm av Beck-Glücksburg och Louise Karolina av Hessen-Kassel. Hon var syster till Kristian IX av Danmark. 
Hon gifte sig 1834 med hertig Alexander Karl av Anhalt-Bernburg. Äktenskapet var barnlöst. 
År 1855 insjuknade Alexander Karl i en psykisk sjukdom. Friederike utnämndes då till ställföreträdande regent och regerade över hertigdömet under resten av makens regeringstid. Hon ägnade sig åt sociala frågor och utvecklingen av gruvdrift i hertigdömet. 
Vid makens död 1863 annekterades hertigdömet av hertigdömet Anhalt.